# Бёрч, Джуно
Джуно Бёрч (англ. Juno Birch; род. 25 декабря 1993, Манчестер, Большой Манчестер) — английская дрэг-квин, скульптор и ютубер. Она начала профессионально выступать в дрэг-индустрии в конце 2018 года и с тех пор привлекла к себе значительное внимание средств массовой информации.
Бёрч известна своим каналом на YouTube и своей уникальной дрэг-эстетикой, в которой представлены пастельные тона «кожи пришельцев» (обычно синие или розовые), жёлтые волосы, перчатки для мытья посуды и солнцезащитные очки в стиле ретро. В 2020 году GQ назвал её «одной из самых интересных трансвеститок Великобритании».
Помимо работы дрэг-квин, Бёрч создает и продает керамические скульптуры, которые «стирают границы между мужскими и женскими атрибутами».

## Биография

### Ранние годы
Джуно Бёрч родилась в Манчестере 25 декабря 1993 года и выросла во Фродшеме и Ранкорне. Она транс-женщина и впервые призналась в этом в возрасте 13 или 14 лет, а в 16 лет начала заместительную гормональную терапию. В 2015 году она перенесла гендерно-аффирмативную хирургическую операцию, чтобы облегчить гендерную дисфорию.

### Карьера
В видео, созданном для Vogue, Бёрч рассказала, что впервые она накрасила лицо в школе, когда ей было около 13 лет, когда она изображала Джокера с «ярко-белым макияжем и большими красными губами» на уроке драмы в школе.
Бёрч начала профессионально выступать в дрэг-индстрии в декабре 2018 года. Она описала свою дрэг-персону так:
«Марсианка-шпионка, повстречавшая „Маппетов“, домохозяйку из 1960-х, Сквидварда, познакомившаяся с „Пятым элементом“, шестым элементом, седьмым элементом… со всеми элементами, дорогая»
Оригинальный текст (англ.)"Martian spy woman, meets The Muppets, meets 1960s housewife, meets Squidward, meets The Fifth Element, the sixth element, the seventh element... all the elements, darling"
Джуно Бёрч
Её работы и социальные сети привлекли значительное внимание средств массовой информации, она сотрудничала с другими художниками, такими как Алексис Стоун и Трикси Маттел.
Помимо работы дрэг-квин, Бёрч создает и продает керамические скульптуры. Она создает произведения, которые изображают преувеличенную версию её дрэг-персонажа, часто с такими деталями, как кадыки, перетянутые губы, объёмные волосы, обнажённая грудь, щетина и квадратные линии подбородка, «чтобы стереть грань между мужскими и женскими атрибутами». Бёрч сказала, что иногда она создает концепцию образа, моделируя его, прежде чем пытаться повторить образ на своем лице и теле. Dazed описали её работы как «ретро-футуристические скульптуры в пастельных тонах».
На своем канале YouTube она в основном записывает себя, когда играет в The Sims, выполняет уроки макияжа и сотрудничает с другими художниками и дрэг-квин. Бёрч также популярна в Instagram, где у неё более 600 тысяч подписчиков.
В марте 2021 года Бёрч объявила о своем международном туре «Attack of the Stunning» с участием её коллеги-трансвестита Ликорайс Блэк. Гастроли должны были пройти в Великобритании, США, Канаде и Австралии.

## Фильмография

### Телевидение
| Год  | Заголовок       | Роль  | Примечания                            |
| ---- | --------------- | ----- | ------------------------------------- |
| 2022 | Мотель «Трикси» | камео | Эпизод: Атомная бомба                 |
| 2022 | Мотель «Трикси» | камео | Эпизод: Торжественное открытие прайда |

## Туры

### Основные туры
- Attack of the Stunning (2022)[16]
- The Juno Show (2023)